# Bartosz Bereszyński
Bartosz Bereszyński (født 12. juli 1992 i Poznań, Polen) er en polsk professionel fodboldspiller, som spiller for Serie A-klubben Empoli, hvor han er lånt til fra Sampdoria, og Polens landshold.

## Klubkarriere
Bereszyński startede sin karriere hos Lech Poznań i sin fødeby, hvor han spillede frem til 2013. Herefter skiftede han til Legia Warszawa, hvor han over de følgende tre et halvt år spillede 73 Ekstraklasa-kampe.
I januar 2017 blev Bereszyński solgt af Legia til den italienske Serie A-klub UC Sampdoria.

## Landshold
Bereszyński har (pr. november 2022) spillet 47 kampe for Polens landshold, som han debuterede for 4. juni 2013 i en venskabskamp på hjemmebane mod Liechtenstein. Han var en del af den polske trup til VM 2018 i Rusland og til VM 2022 i Qatar.